# Нормативна контрола
У информацијоној науци нормативна контрола је процес који организује информације, нпр. у библиотекарском каталогу, користећи један јединствен испис имена или (углавном алфанумерички) индентификатор за сваку тему или концепт. Реч нормативна у нормативној контроли потиче од идеје да су имена људи, места и концепата нормирана односно фиксирана у једном конкретном облику. Наслови или индентификатори су здружени у нормативну датотеку  односно ови јединствени наслови или индентификатори се доследно примењују кроз каталоге, и примењују се за друге методе организовања података као нпр. повезивање и cross-reference. Сваки контролисани унос је описан у нормативном запису у смислу опсега и употребе и оваква организација помаже библиотекарима одржавање каталога и лакши приступ истраживачима.
Каталогизатор додељује сваком субјекту (као на пример аутор, тема, серија или корпорација) јединствен интентификатор или насловни термини који се после доследно користи за сво реферисање на тај субјекат овим се отклањају недоумице због нпр. другачијег исписа имена, транслитерације, псеудонима и сл. Јединствен наслов може да води корисника то свих релевантних информација укључујући сродних и колокацијиских субјеката. Нормативни записи могу се комбиновати у базу података именовану нормативна датотека, одржавање, ажурирање „логичко повезивање” других датотека раде библиотекари и други информациони каталогизатори. Стим у вези нормативна контрола је пример контролног вокабулара и библиографске контроле.